# Alfinete de dama

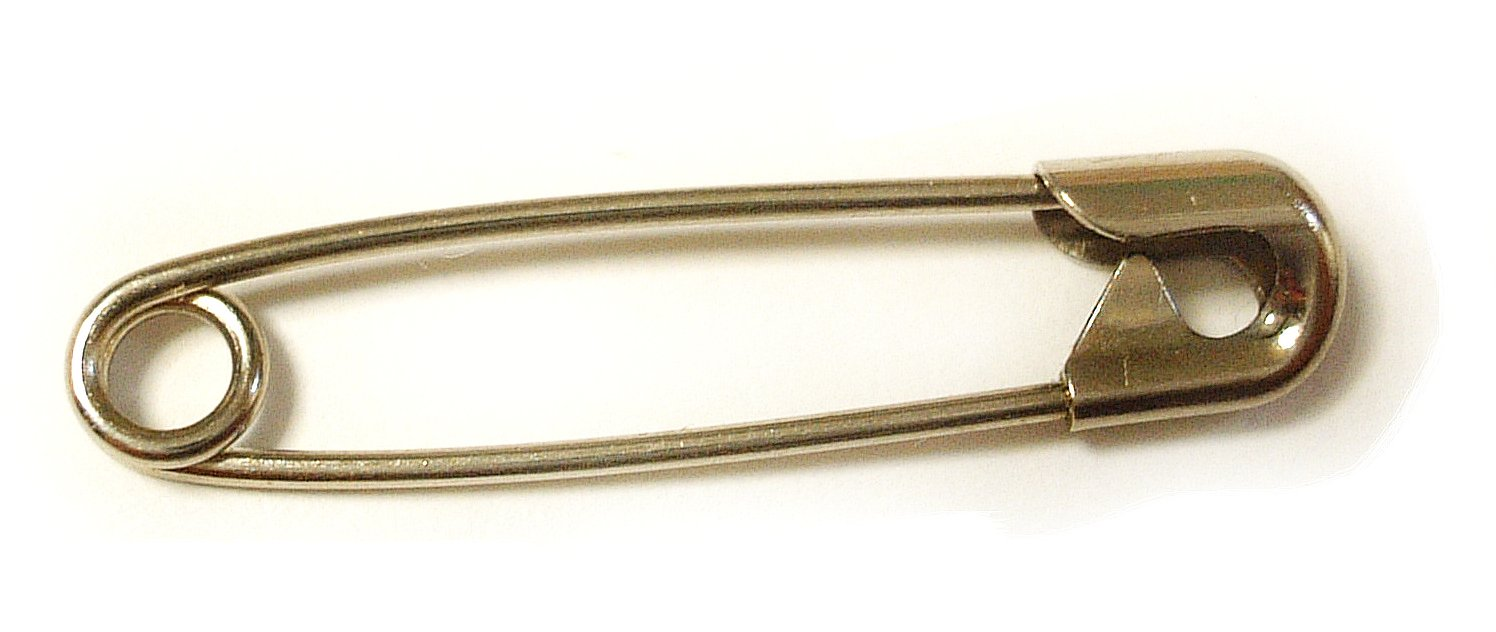
alfinete fechado através do cabeçote

Alfinete-de-dama (originalmente alfinete-de-ama) ou alfinete de segurança (tradução do inglês safety pin). No Brasil é denominado de alfinete de fralda.
Com a mesma finalidade do alfinete tradicional, unir peças de vestuário, possui as seguintes características: seu corpo é formado por uma única haste metálica (de aço inoxidável ou latão), e em seu centro é confeccionada uma mola. Desta maneira, formam-se duas "pernas" de haste paralelas. Na ponta de uma destas "pernas", existe um cabeçote, também metálico, para fixar a segunda perna e proteger de acidentes. A ponta da segunda "perna" é uma terminação aguda.
No passado, era muito utilizado para fixar as pontas de uma fralda de tecido (por isso a denominação "alfinete de fralda"), mas com o avanço tecnológico deste produto, entrou em desuso para esta finalidade, especialmente em países com desenvolvimento industrial.

## História
O alfinete de segurança moderno foi a invenção de Walter Hunt. Os primeiros alfinetes usados para roupas foram usados pelos micênios durante o século 14 aC e eram chamados de fíbulas. O alfinete de segurança foi inventado enquanto Hunt torcia um pedaço de arame e tentava pensar em algo que o ajudasse a pagar uma dívida de quinze dólares. Mais tarde, ele vendeu seus direitos de patente para o pino de segurança por quatrocentos dólares para o homem que ele devia o dinheiro.
Em 10 de abril de 1849, Hunt recebeu a patente No. 6,281 por seu alfinete de segurança. O alfinete de Hunt era feito de um pedaço de arame enrolado em uma mola em uma extremidade e um fecho separado e apontado para a outra extremidade, permitindo que a ponta do arame fosse forçada pela mola até o fecho.
Foi o primeiro pino a ter um fecho e ação de mola e Hunt alegou que ele foi projetado para manter os dedos a salvo de lesões, daí o nome.

## Cultura

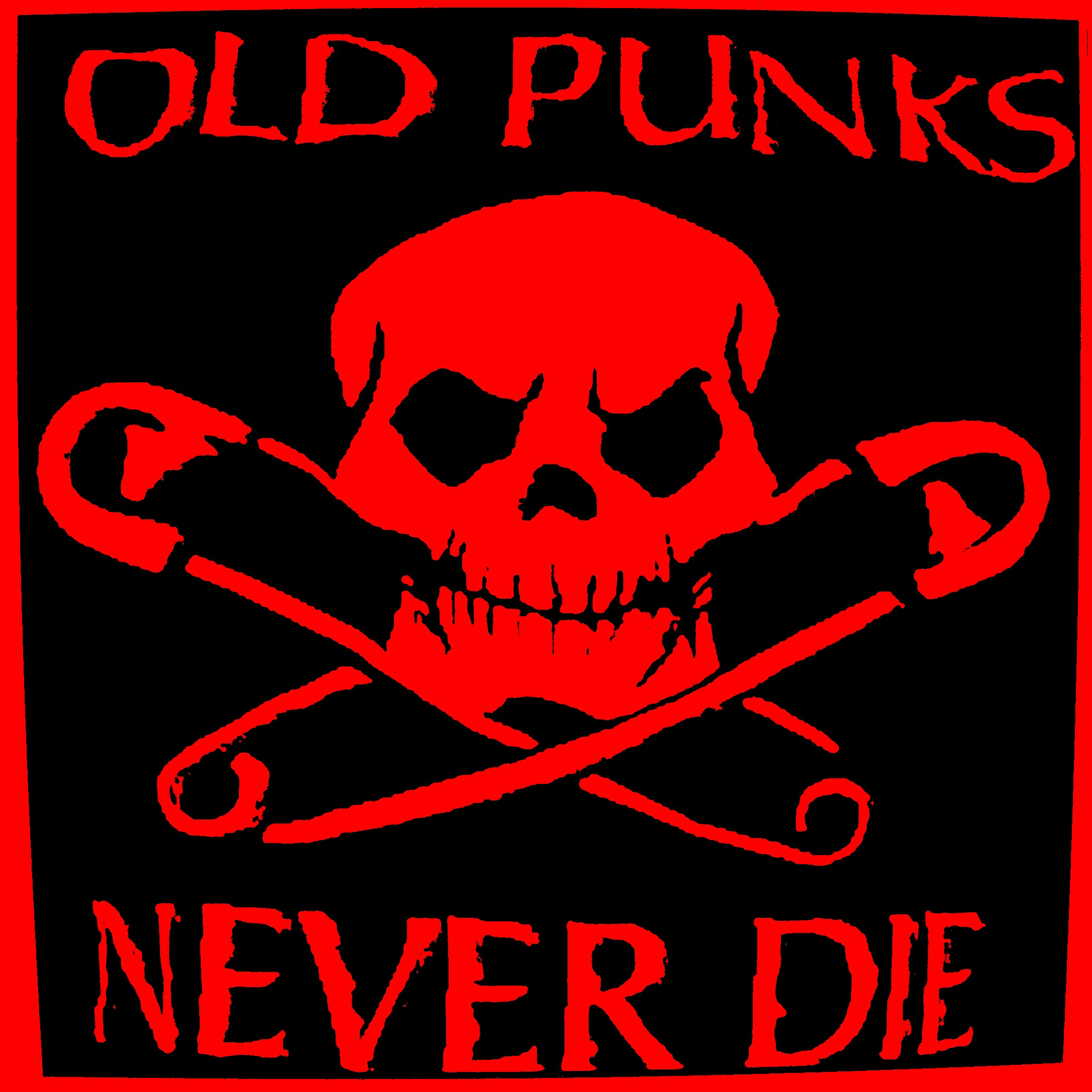
Símbolo punk com safety pin

No movimento punk, é utilizado como adereço em roupas, sendo preso em qualquer peça de vestimenta.
Na década de 1980, também eram fixados em partes do corpo, como em orelhas ou na maçã do rosto, como concepção para definir uma tribo urbana.